# سنوات كان القلب يطلب كأس جم مني (قصيدة)
سالهها دِل طَلَبِ جامِ جَم أَز ما ميكَرد أو سنواتٍ كان القلب يطلب كأس جَمّ مني هي قصيدة غزلية للشاعر الفارسي حافظ الشيرازي في القرن الرابع عشر. وهي رقم 142 (ولكن في موقع غنجور، رقم 143) في ديوان حافظ لمحمد قزويني وقاسم غني (1941)، ورقم 136 في طبعة برويز ناتل خانلاري (1983، الطبعة الثانية). وصفها أ. ج. أربيري بأنها "واحدة من أروع قصائد حافظ".
في هذه القصيدة يصف حافظ كيف أنه بحث لسنوات عن كأس جمشيد الثمين ولكن في المكان الخطأ. وأخيرًا، يأخذ مشكلته إلى مرشد روحي، الذي كان يحمل الكأس طوال الوقت. يطمئنه الشيخ وينصحه بأن الجواب على بحثه يكمن في داخله: الحب، وليس العقل، هو الطريق للعثور على الله.
وبحسب أربيري، فإن هذا الغزل قد يكون أحد الغزليات التي تنتمي إلى الفترة الثالثة والأخيرة من حياة حافظ. تتميز هذه الفترة بـ "التقشف المتزايد في الأسلوب، إلى جانب الميل المتزايد نحو الغموض والتلميح". يصبح تفسير القصيدة أكثر صعوبة بسبب حقيقة أن الأبيات في المخطوطات المختلفة توجد في مجموعة متنوعة من الترتيبات المختلفة.

## القصيدة
1
سال‌ها دل طلب جام جم از ما می‌کرد
وان چه خود داشت ز بیگانه تمنا می‌کرد
لسنوات عديدة كان قلبي يطلب كأس جمشيد منا،
وما كان له، كان يطلبه من شخص غريب.
2
گوهری کز صدف کون و مکان بیرون است
طلب از گمشدگان لب دریا می‌کرد
جوهرة خارج نطاق الزمان والمكان
كان (قلبي) يبحث عن أولئك التائهين على حافة البحر.
3
مشکل خویش بر پیر مغان بردم دوش
کو به تأیید نظر حل معما می‌کرد
بالأمس أخذت مشكلتي إلى شيخ المجوس
لأنه بمساعدة نظره سوف يحل اللغز.
4
دیدمش خرم و خندان قدح باده به دست
و اندر آن آینه صد گونه تماشا می‌کرد
رأيته فرحًا ضاحكًا وفي يده كأس من الخمر
وفي تلك المرآة كان ينظر إلى مائة طريقة.
5
گفتم این جام جهان بین به تو کی داد حکیم
گفت آن روز که این گنبد مینا می‌کرد
فقلت: هذه الكأس التي ترى الدنيا متى أعطاك إياها الحكيم؟
قال: يومئذٍ خلق هذه القبة الزرقاء.
6
بی دلی در همه احوال خدا با او بود
او نمی‌دیدش و از دور خدا را می‌کرد
"من فقد قلبه، كان الله معه في كل أحواله؛
لم يره قط، وكان يبكي من بعيد طالباً الله.
7
این همه شعبده خویش که می‌کرد این جا
سامری پیش عصا و ید بیضا می‌کرد
"كل هذه الحيل السحرية التي كان يفعلها هنا،
كان السامري يفعل ذلك أمام العصا واليد البيضاء. "
8
گفت آن یار کز او گشت سر دار بلند
جرمش این بود که اسرار هویدا می‌کرد
قال "ذلك الصديق الذي رفع رأسه عالياً من أجله -
وكانت جريمته هذه أنه كشف الأسرار.
9
فیض روح القدس ار باز مدد فرماید
دیگران هم بکنند آن چه مسیحا می‌کرد
"إذا كانت هبة الروح القدس تقدم المساعدة مرة أخرى،
وسوف يفعل آخرون أيضًا ما كان يفعله المسيح. "
10
گفتمش سلسله زلف بتان از پی چیست
گفت حافظ گله‌ای از دل شیدا می‌کرد
فقلت له: ما غرض سلسلة شعر الأصنام؟
قال: «حافظ كان يشكو من قلبه المجنون بالحب».

## فهرس
- أربيري، أ.ج. (1947). 50 قصيدة لحافظ . المقدمة، ص 1-34 ، الترجمة، ص 97-98 ، والملاحظات ص 153-154.
- كلارك، هـ. ويلبرفورس (1897). ديوان الحافظ . المجلد 1. ص 258-259.
- ديفيس، ديك (2008). "لقد سألني قلبي لسنوات" . الترجمة منشورة في مجلة الشعر ، إبريل 2008، مع ملاحظات .
- نعمت اللهي، نرجس (2018) "المعنى الحقيقي لكأس جمشيد: قراءات رمزية في العصور الوسطى وما قبل الحديثة للشاهنامه" . ورقة بحثية مقدمة إلى جمعية دراسات الشرق الأوسط 2018.

## روابط خارجية
- نص بأربع تلاوات (موقع غنجور).
- جام جام أغنية يغنيها المغني داريوش على موسيقى فرزين فرهادي.
- غزل 143 قراءة الشاعر أحمد شاملو.
- غزل 143 بصوت الموسوي الجرمرودي.